# زنان در ایالات متحده آمریکا
وضعیت حقوقی زنان در ایالات متحده (به انگلیسی: Women in the United States) در مقایسه با سایر کشورها، از حقوق مساوی با مردان برخوردار هستند اما با این حال، در میان سایر قوانین مشابه، ایالات متحده هرگز کنوانسیون سازمان ملل متحد در زمینه حذف همه اشکال تبعیض علیه زنان را تصویب نکرده‌است.

## تاریخ زنان در ایالات متحده آمریکا
با اینکه تاریخ آمریکا به زحمت از ۴۰۰ سال گذران کرده و هنوز در زمره جوان‌ترین کشورهای جهان محسوب می‌گردد، اما در همین مدت کوتاه زنان در تاریخ ایالات متحده آمریکا دارای جایگاه ویژه و درخشانی شده‌اند. در زمره شخصیتهای مهم زنان در تاریخ آمریکا، اغلب از زنان رئیس‌جمهور (همانند میشل اوباما و هیلاری کلینتون وجیل بایدن وایولنور روزولت غیره) بسیار نام برده می‌شود. اما زنان به نوبه خود نیز دارای سابقه پربار و فراوانی در تاریخ آمریکا هستند.
طبق اسناد موجود، نخستین زن اروپایی‌تبار که در آمریکا زاده شد ویرجینیا دیر (Virginia Dare) نام داشت که در ۱۵۸۷ متولد گردید.
در این مقاله، برخی دیگر از اولین‌های زنان آمریکا نیز ذکر گردیده‌است.

## زنان برجسته
- ماریا میچل: نخستین زنی بود که به‌طور حرفه‌ای در آمریکا در زمینهٔ ستاره‌شناس به فعالیت پرداخت.
- کاترین جانسون: ک آمریکایی-آفریقایی فیزیکدان و ریاضیدان بود که با سازمان برنامه‌های فضایی و هوانوردی ایالات متحده (ناسا) در اوایل بکارگیری رایانه‌ها همکاری می‌کرد.